# 5780 Lafontaine
5780 Lafontaine è un asteroide della fascia principale. Scoperto nel 1990, presenta un'orbita caratterizzata da un semiasse maggiore pari a 3,3547278 UA e da un'eccentricità di 0,1215422, inclinata di 8,68072° rispetto all'eclittica.